# Norberto Orrego
Norberto Javier Orrego (nacido el 21 de diciembre de 1976 en Buenos Aires, Argentina) es un defensor con mucha experiencia que sabe acoplarse a varios sistemas tácticos. Tuvo una extensa y reconocida carrera en el exterior, más precisamente en el fútbol mexicano. Para la temporada 2009 fue contratado por el equipo Deportivo Cuenca de Ecuador, pero en junio de este año rescindió el contrato aduciendo problemas familiares. A mediados de junio fue contratado otra vez por Defensa y Justicia pero jugó seis meses para luego pasar a Gimnasia y Tiro .

## Trayectoria
Arrancó su carrera en el Veracruz Sporting Club filial del los Tiburones Rojos de Veracruz en México en 1997 donde jugó una temporada.
En 2003, luego de pasar por varios clubes en México, vuelve a Argentina para jugar una temporada en Tristán Suárez y luego volver al fútbol mexicano en donde jugó dos temporadas en Correcaminos y en Lagartos de Tabasco hasta el 2006.
Regresó a Argentina para jugar en Defensa y Justicia hasta el 2008.
Jugó la mitad de la temporada del 2009 en el Club Deportivo Cuenca de Ecuador, donde actuó en 16 partidos y anotó un gol.
Rescindió contrato con Deportivo Cuenca y fichó por Defensa y Justicia donde jugó seis meses para luego fichar por Gimnasia y Tiro

## Clubes
| Club                     | País      | Año       |
| ------------------------ | --------- | --------- |
| Veracruz Sporting Club   | México    | 1997-1998 |
| Gallos de Aguascalientes | México    | 1998      |
| Correcaminos             | México    | 1999-2001 |
| Gallos de Aguascalientes | México    | 2001      |
| Correcaminos             | México    | 2002-2003 |
| Club Necaxa (Copa)       | México    | 2003      |
| Tristán Suárez           | Argentina | 2003-2004 |
| Correcaminos             | México    | 2004-2005 |
| Lagartos de Tabasco      | México    | 2006      |
| Defensa y Justicia       | Argentina | 2007-2008 |
| Deportivo Cuenca         | Ecuador   | 2009      |
| Defensa y Justicia       | Argentina | 2010      |
| Gimnasia y Tiro de Salta | Argentina | 2011      |